# Ignacio Allende Fernandez
Pour les articles homonymes, voir Allende et Fernández.
Ignacio « Natxo » Allende Fernández, mieux connu sous le nom de Torbe (né à Portugalete le 25 mai 1969), est un réalisateur et producteur de cinéma, acteur porno, animateur de télévision, écrivain et webmaster espagnol.

## Biographie
Ignacio Allende Fernández, plus connu sous le nom de Torbe, naît le 25 mai 1969 à Portugalete.
Bien qu'il ait d'abord été caricaturiste et auteur de bandes dessinées, il est surtout connu pour son travail dans le cinéma pornographique.
Au début des années 90, il travaille comme animateur dans un dessin animé réalisé à Donostia-San Sebastián, La leyenda del viento del Norte.
En 1996, il fonde avec Rober Garay et Javier Mutante Lete le groupe musical Miles de albañiles.

Son pseudonyme provient de la notation de Natxo Torbellino, du groupe musical Miles de Albañiles, qu’il utilise depuis 1996.
Dans l'industrie du porno, il est connu sous le nom de « The King of Porn Freak », un mélange d'humour et de sexe qu'il prétend s'être inventé.
En avril 2016, il a été emprisonné pour trafic d'êtres humains, blanchiment d'argent et fraude fiscale.